# Real Madrid Club de Fútbol 1968-1969
Questa voce raccoglie le informazioni riguardanti il Real Madrid Club de Fútbol nelle competizioni ufficiali della stagione 1968-1969

## Rosa
| N. |                   | Ruolo | Calciatore              |
| -- | ----------------- | ----- | ----------------------- |
|    | Spagna (bandiera) | P     | Miguel Ángel González   |
|    | Spagna (bandiera) | P     | Antonio Betancort       |
|    | Spagna (bandiera) | P     | Andrés Junquera         |
|    | Spagna (bandiera) | D     | Pascual Babiloni        |
|    | Spagna (bandiera) | D     | Antonio Calpe           |
|    | Spagna (bandiera) | D     | Pedro de Felipe         |
|    | Spagna (bandiera) | D     | José Luis López Peinado |
|    | Spagna (bandiera) | D     | Manuel Sanchís          |
|    | Spagna (bandiera) | D     | Vicente Miera           |
|    | Spagna (bandiera) | D     | Ignacio Zoco            |
|    | Spagna (bandiera) | D     | Fernando Zunzunegui     |
|    | Spagna (bandiera) | C     | Toni Grande             |

| N. |                      | Ruolo | Calciatore                  |
| -- | -------------------- | ----- | --------------------------- |
|    | Spagna (bandiera)    | C     | Pirri                       |
|    | Spagna (bandiera)    | C     | Antonio Vidal Planella      |
|    | Spagna (bandiera)    | C     | Félix Ruiz                  |
|    | Spagna (bandiera)    | C     | Manuel Velázquez            |
|    | Spagna (bandiera)    | A     | Amancio                     |
|    | Spagna (bandiera)    | A     | Manuel Bueno                |
|    | Spagna (bandiera)    | A     | Rafael de Diego             |
|    | Spagna (bandiera)    | A     | Ramón Grosso                |
|    | Spagna (bandiera)    | A     | Francisco Gento             |
|    | Argentina (bandiera) | A     | Miguel Ángel Pérez Pilipiux |
|    | Spagna (bandiera)    | A     | Gerardo Ortega              |
|    | Spagna (bandiera)    | A     | José Luis Veloso            |

## Calciomercato

### Sessione estiva
| Acquisti | Acquisti               | Acquisti       | Acquisti      |
| R.       | Nome                   | da             | Modalità      |
| -------- | ---------------------- | -------------- | ------------- |
| P        | Miguel Ángel González  | Castellón      | fine prestito |
| D        | Pascual Babiloni       | Castellón      | definitivo    |
| C        | Toni Grande            | Rayo Vallecano | fine prestito |
| C        | Antonio Vidal Planella | Sabadell       | definitivo    |
| A        | Gerardo Ortega         | Rayo Vallecano | definitivo    |

| Cessioni | Cessioni         | Cessioni    | Cessioni          |
| R.       | Nome             | a           | Modalità          |
| -------- | ---------------- | ----------- | ----------------- |
| P        | José Araquistáin | Elche       | definitivo        |
| D        | Pachín           | Real Betis  | definitivo        |
| C        | Fernando Serena  | Elche       | definitivo        |
| C        | Chato González   | Real Murcia | prestito biennale |
| A        | Antonio Iznata   | Real Murcia | definitivo        |